# Рудраварман I
Рудраварман I (кхмер. រុទ្រវម៌្, 514—550), в китайских источниках упоминается как ? (кит. трад. 留陁跋摩, пиньинь Liútuó Bámó) — последний царь Бапнома.

## Биография
Сын Каудиньи-Джаявармана. Он унаследовал престол и избрал своей столицей Ангкор Барей, в котором, вероятно, и прожил до 539 года.
К периоду его правления относятся создание первых кхмерских скульптур в стиле Пном Да и священного холма в Ангкор Барее.
Из надписей, нам до подлинно известно, что Рудраварман I отправлял послов в Китай, назначал двух братьев-брахманов из Адхьяпуры, которым предстояло врачевать 4-е поколения правителей, своими придворными медиками, таким образом, он создал тесную связь между правителями и некоторыми семьями брахманами, которые сыграли ключевую роль в кхмерской истории.
После смерти Рудравармана I, государство которым он правил распалось. В V веке, группа кхмеров, вероятно, вассалов Фунани, основала независимое княжество-государство на севере от озера Тонлесап.